# Villa Lechner

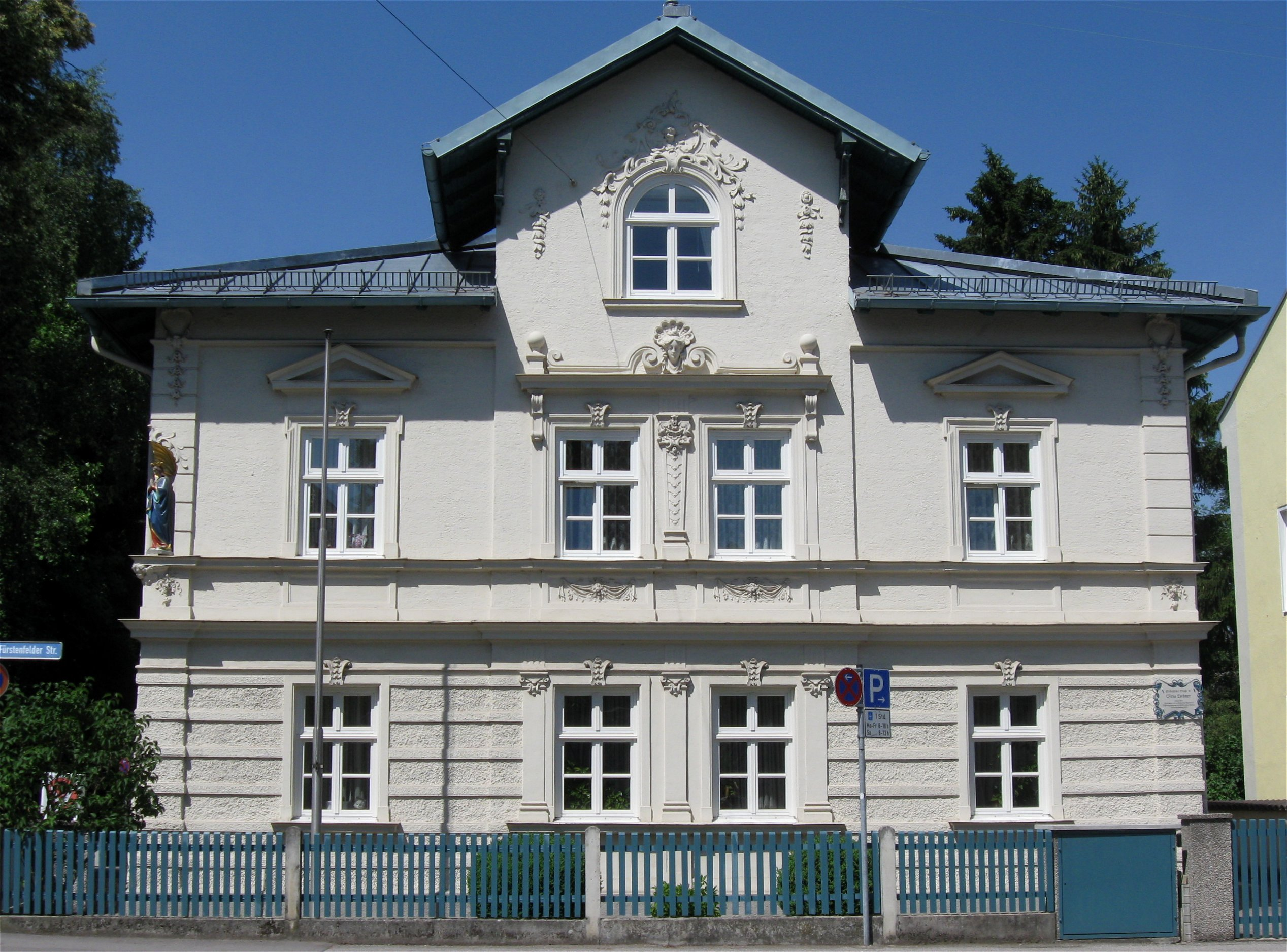
Villa Lechner in Fürstenfeldbruck

Die Villa Lechner in Fürstenfeldbruck, einer Stadt im oberbayerischen Landkreis Fürstenfeldbruck, wurde 1873 errichtet. Die Villa an der Fürstenfelder Straße 16 ist ein geschütztes Baudenkmal.
Der zweigeschossige Walmdachbau mit Zwerchhaus und Fassadengliederung in historisierenden Formen wurde für den Fotografen Adolf Precht errichtet. Bei der Renovierung im Jahr 1993 wurde die ursprüngliche Form der Fassade, die mit Stuckornamenten verziert ist, wiederhergestellt.